# Фозиноприл
Фозиноприл — антигипертензионное средство, ингибитор АПФ.

## Фармакологическое действие
Ингибитор АПФ — гипотензивный препарат, механизм действия связан с уменьшением образования из ангиотензина I ангиотензина II, снижение концентрации которого ведёт к прямому уменьшению секреции альдостерона. При этом понижается общее периферическое сосудистое сопротивление (ОПСС), систолическое и диастолическое артериальное давление, пост- и преднагрузка на миокард. Расширяет артерии в большей степени, чем вены, при этом рефлекторного повышения частоты сердечных сокращений не отмечается. Уменьшает деградацию брадикинина, увеличивает синтез Pg. При длительном применении уменьшается гипертрофия левого желудочка миокарда и толщина межжелудочковой перегородки. Уменьшает внутриклубочковую гипертензию, увеличивает скорость клубочковой фильтрации, замедляя развитие гломерулосклероза и риска возникновения хронической почечной недостаточности. Фозиноприл является «пролекарством», в стенке ЖКТ (70 %) и печени (30 %) превращается в активный метаболит фозинаприлат, который непосредственно ингибирует АПФ. Начало наступления терапевтического действия при пероральном приёме — 1 ч, он достигает максимума через 3-6 ч и сохраняется до 24 ч. У некоторых больных для достижения оптимального уровня артериального давления необходима терапия на протяжении 2-3 недель. В ходе длительного лечения эффект сохраняетя. Фозиноприл обладает самой высокой липофильностью среди ИАПФ, т.е. проникновением в ткани, где сконцентрировано 90% ангиотензинпревращающего фермента (тканевой АПФ). Благодаря этому свойству надёжно и длительно удерживает уровень давления в течение суток и оказывает выраженный органопротективный эффект. В сравнительном исследовании с правостатином фозиноприл подтвердил собственные гиполиподемические свойства.

## Фармакокинетика
пПосле приёма внутрь абсорбция — 36 %. Приём пищи не влияет на всасывание. В стенке ЖКТ (70 %) и печени (30 %) подвергается метаболизму с образованием активного метаболита фозиноприлата. Максимальная концентрация фозиноприлата в плазме крови достигается через 3 часа. Связь с белками плазмы фозиноприлата — 95 %. Фозиноприлат не проходит через гематоэнцефалический барьер. Единственный из ИАПФ обладает двойным компенсаторным путём выведения: фозинаприлат выводится в неизменённом виде с мочой и желчью при нормальном функциональном состоянии органов выведения 50%/50%. При поражении органов выведения соотношение может изменяться вплоть до 5%/95% и, по некоторым данным, наоборот. Период полувыведения — 11,5 ч. У пациентов с почечной недостаточностью не наблюдается заметного снижения фармакокинетики фозиноприла за счёт компенсаторного увеличения выделения его печенью. У пациентов с нарушениями функции печени возможно незначительное уменьшение гидролиза фозиноприла. Имеются данные о компенсаторном увеличении выделения фозиноприла печенью при одновременном снижении почечного клиренса фозиноприла у этой категории пациентов.

## Показания
Артериальная гипертензия — как средство монотерапии, так и в комбинированном лечении с другими препаратами.

## Противопоказания
Гиперчувствительность к фозиноприлу или др. ингибиторам АПФ, беременность, период лактации.

## Особые указания
С осторожностью назначают больным с реноваскулярной гипертензией, сердечной недостаточностью, пациентам, находящимся на гемодиализе, а также больным с гиповолемией и/или пониженой осмолярностью плазмы любой этиологии. лечение фозиноприлом не следует начинать у пациентов с острым инфарктом миокарда, которые подвергаются риску дальнейшего серьёзного ухудшения гемодинамики после применения сосудорасширяющих средств. Это больные с систолическим АД ≤100 мм рт. ст. или больные с кардиогенным шоком. На протяжении первых 3 сут после инфаркта миокарда дозу необходимо снизить, если систолическое АД ≤120 мм рт. ст. Поддерживающую дозу следует снизить до 5–2,5 мг, если систолическое АД ≤100 мм рт. ст. При персистирующей гипотензии (систолическое АД ≤90 мм рт. ст.) прием фозиноприла следует отменить.
Во время лечения фозиноприлом в комбинации с диуретиками у пациентов без признаков заболевания сосудов почек возможно незначительное повышение уровня сывороточной мочевины и сывороточного креатинина. Этот эффект однако более часто отмечают у больных с уже существующей почечной недостаточностью. Может понадобиться снижение дозы фозиноприла. Регулярный контроль уровня калия и креатинина является частью стандартного медицинского наблюдения у таких пациентов.
У больных с сердечной недостаточностью гипотензия в начале лечения ингибиторами АПФ может привести к дополнительному нарушению функции почек. В таких случаях возможно развитие ОПН, обычно обратимого характера.
При остром инфаркте миокарда лечение фозиноприлом нельзя начинать у больных с диагностированной дисфункцией почек, при концентрации сывороточного креатинина 177 мкмоль/л и/или протеинурией, превышающей 500 мг/24 ч. При развитии почечной дисфункции во время лечения фозиноприлом (концентрация сывороточного креатинина 265 мкмоль/л или если показатели сывороточного креатинина в 2 раза превышают показатели до лечения) врач должен рассмотреть возможность отмены лечения фозиноприлом.
Имеются данные об анафилактических реакциях у больных, получающих ингибиторы АПФ при проведении гемодиализа с использованием мембран высокой проницаемости. В таких случаях следует рассмотреть возможность использования диализных мембран другого вида или применение антигипертензивных средств другой группы.
Есть данные о появлении кашля после применения ингибиторов АПФ. Обычно кашель носит непродуктивный, стойкий характер и прекращается после отмены препарата. 
В течение первого месяца лечения ингибитором АПФ необходим строгий контроль уровня глюкозы крови у пациентов, принимающих пероральные противодиабетические средства или инсулин.
Период беременности и кормления грудью. Не известно, проникает ли фозиноприл в грудное молоко. Применение фозиноприла в период беременности и кормления грудью не рекомендуется.
Способность управлять транспортными средствами и работать с механизмами. Фозиноприл не оказывает или оказывает незначительное влияние на способность управлять транспортными средствами или работать с техникой. Водители транспортных средств должны иметь в виду, что иногда возможно головокружение или быстрая утомляемость

## Режим дозирования
Внутрь, независимо от приёма пищи. При монотерапии артериальной гипертензии — начальная доза 10 мг 1 раз в сутки. Затем доза устанавливается в зависимости от динамики АД. Максимальная доза составляет 40 мг/сут. Хорошо дополняется диуретиком, который потенцирует эффект фозиноприла. При симптомной сердечной недостаточности начальная доза составляет 5 мг/сут с постепенным увеличением до максимальной дозы 40 мг/сут.
Так как фозиноприлат выделяется как через почки, так и через печень при нарушении функций почек или печени нет потребности в коррекции дозы.

## Побочные эффекты
Со стороны пищеварительной системы:
Сухость во рту, снижение аппетита, диспепсические расстройства (тошнота, диарея или запоры, рвота, боли в области живота), кишечная непроходимость, панкреатит, нарушение функции печени и желчевыделения, гепатит, желтуха.
Со стороны сердечно-сосудистой системы: 
чрезмерное снижение артериального давления, ортостатический коллапс, редко — загрудинная боль, сердцебиение.
Со стороны нервной системы:
головокружение, обморочные состояния, головная боль, слабость, бессонница, тревожность, спутанность сознания, повышенная утомляемость, сонливость, нервозность, депрессия, парестезии.
Со стороны органов чувств:
нарушения вестибулярного аппарата, нарушения слуха и зрения, шум в ушах.
Со стороны дыхательной системы:
очень редко непродуктивный «сухой» кашель, интерстициальный пневмонит, бронхоспазм, одышка, ринорея, фарингит.
Аллергические реакции:
кожная сыпь, ангионевротический отёк лица, конечностей, губ, языка, голосовой щели и/или гортани, дисфония, эксфолиативный дерматит, кожный зуд, крапивница, фотосенсибилизация, серозит, васкулит, миозит, артралгия, артрит, стоматит, глоссит.
Со стороны мочевыделительной системы: 
нарушение функции почек, протеинурия.
Прочие:
нарушение вкусовой чувствительности.

## Взаимодействие
При совместном применении фозиноприла с другими гипотензивными препаратами наблюдается аддитивный эффект, т.к. гипотензивные средства, диуретики, наркотические анальгетики, средства для общей анестезии усиливают гипотензивное действие фозиноприла. Препараты калия, калийсберегающие диуретики повышают риск развития гиперкалиемии. При одновременном приёме с солями лития возможно повышение концентрации лития в крови. Препарат усиливает гипогликемизирующий эффект производных сульфонилмочевины, инсулина. Существует риск развития лейкопении при одновременном применении с аллопуринолом, цитостатическими лекарственными средствами, иммунодепрессантами, прокаинамидом. НПВП снижают выраженность гипотензивного эффекта.